# Yinxu
Yinxu of Yin Xu (ruïnes van Yin) is een Chinese archeologische vindplaats, nabij Anyang in de huidige provincie Henan. Het gaat om een complex van meer dan 24 km², met daarop de resten van het religieus en mogelijk ook politiek centrum van de laatste periode van de Shang-dynastie. De vondsten stammen uit de 14e tot en met de 11e eeuw v.Chr. Sinds 2006 staat Yinxu op de Werelderfgoedlijst van de UNESCO, in de categorie Cultuurerfgoed en vermeld onder de naam Yin Xu.

## Orakelbotten
Er zijn meer dan 150.000 fragmenten van orakelbotten gevonden, zowel in de vorm van schouderbladen van runderen als van buikschilden (plastrons) van zoetwaterschildpadden. Op een groot aantal daarvan zijn inscripties aangebracht. Zij vormen niet alleen de voorlopers van de huidige karakters, maar zijn ook de oudste geschreven bronnen voor de Chinese geschiedenis.

## Grafkuilen
Vanaf 1928 zijn meer dan 2500 graven onderzocht. Hieronder bevonden zich ook veertien enorme graftombes, waarin Shangkoningen werden begraven. In de graven bevonden zich grote hoeveelheden bronzen vaten, kostbare voorwerpen van jade of bot en strijdwagens, compleet met paarden en hun geofferde berijders of verzorgers. De meeste graven zijn geplunderd, maar in 1976 werd het intacte graf ontdekt van koningin Fu Hao. In en rond de graven zijn restanten gevonden van duizenden geofferde mensen. Sommigen gingen mee het graf in, de meesten werden bij latere herdenkingsplechtigheden geofferd. Hun onthoofde, door midden gehakte of van ledematen ontdane skeletten zijn in kuilen bij de graftombes gevonden.

## Fundamenten van gebouwen
Op het terrein zijn verder fundamenten gevonden van meer dan 50 grote gebouwen (mogelijk paleizen of tempels) en een groot aantal werkplaatsen. Uit gevonden restanten bleek dat daar brons werd gegoten, jade en bot (waaronder menselijk bot) werd bewerkt en aardewerk gebakken. Het is onzeker of Yinxu daadwerkelijk de resten bevat van Yin, volgens de traditionele historiografie de laatste hoofdstad van de Shang-dynastie. Mogelijk gaat het slechts om de koninklijke begraafplaats en stonden de gebouwen en werkplaatsen in dienst van de begrafenissen en de talrijke herdenkingsplechtigheden. Opvallend is in ieder geval het ontbreken van een ommuring.